# Kamienica przy ulicy Kiełbaśniczej 7a we Wrocławiu
Kamienica przy ulicy Kiełbaśniczej 7a – zabytkowa narożna kamienica o średniowiecznym rodowodzie znajdująca się przy ul. św. Mikołaja 77 i ul. Kiełbaśniczej 7a we Wrocławiu.  

## Historia
Najstarsze zachowane relikty murów murowanych w kamienicy pochodzą z początku XIV wieku. W zachowanych murach zastosowano gotyckie, jednowózkowe, wiązania cegieł. Pierwsza murowana budowla wzniesiona w narożniku parceli miała charakter wieżowy; była podwyższona o jedną kondygnację, co wyróżniało ją od innych zabudowań w Rynku. W pierwszej połowie XIV wieku budynek składał się z niskiego zagłębionego przyziemia oraz trzech pięter o wysokości 3,5–4 m nadając jej formę budowli wieżowej. Powodem tego było szybkie narastanie terenu na wrocławskim Rynku i na okolicznych ulicach. Budynek został wzniesiony na planie kwadratu i nie zajmował całej parceli. Do połowy XIV wieku pozostała część parceli zajmowała oficyna oraz graniczny mur kurtynowy. Dolna kondygnacja kamienicy była jedno- lub dwuizbowa i nie posiadała połączenia z ulicą, na co miał wpływ mniejszy przyrost terenu po stronie podwórza niż na ulicy.
Na planie Barthela Weihnera z 1562 roku na działce znajduje się już prostokątny dom z dachem dwuspadowym, ustawionym kalenicowo do ul. Kiełbaśniczej; być może był to efekt przebudowy budynku w okresie renesansu.
Pierwotnie budynek został wzniesiony na planie prostokąta o wymiarach 14,5 na 11,5 metrów (dłuższy bok miał od ulicy św. Mikołaja) z wejściem na parterze (obecnie poziom piwnicy) od strony południowej. Kamienica była trójtraktowa w kierunku wschód - zachód. Po kolejnych przebudowach i rozbudowach w kierunku południowym budynek zmieniał swój kształt i wygląd. Obecnie jest to budynek usytuowany na rzucie prostokąta o układzie trójpiętrowym z mezzaninem z płaskim jednospadowym dachem. W ścianie wschodniej do II piętra widoczne są zamurowane arkady (trzy na parterze i po dwie na pozostałych piętrach); w zachodniej ścianie do wysokości nadproży okien II piętra zachowała się ściana gotycka.     

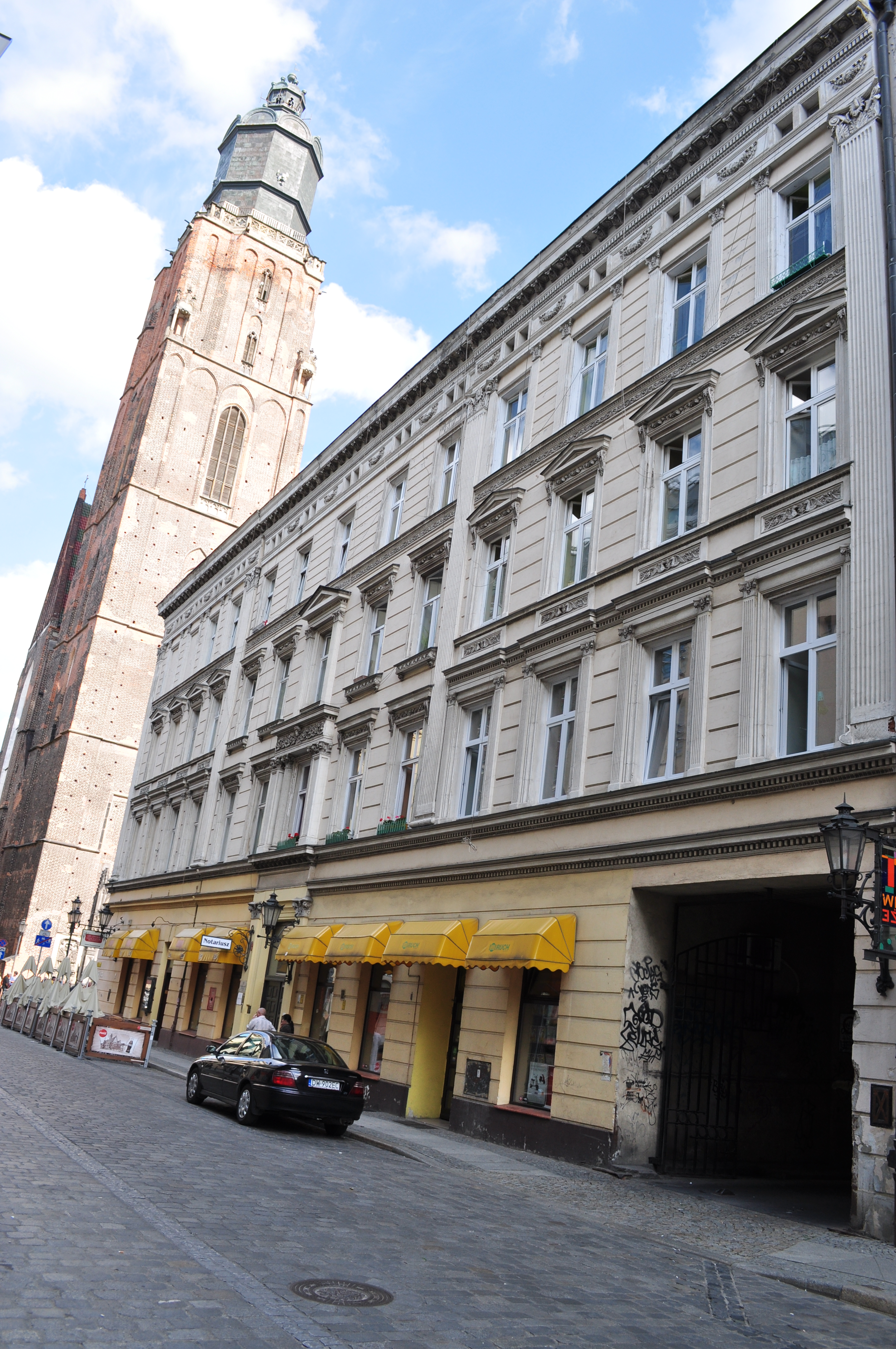
Widok elewacji zachodniej

Od strony ul. Kiełbaśniczej budynek ma 13-osiową symetryczną elewację. Nad parterem znajduje się gzyms kordonowy na którym oparty jest kanelowane pilastry przerywające gzymsy kordonowe na wyższych kondygnacjach. Od drugiej kondygnacji elewacja podzielona jest kanelowanymi pilastrami z głowicami pseudokompozytowymi na trzy części: część środkowa ma 5 osi a dwie części zewnętrzne po cztery osie. Pomiędzy czwartą kondygnacją a dachem umieszczona została strefa belkowania złożona z kilku elementów: z architrawy, z fryzu ze zdwojonymi okienkami rozdzielonymi dekoracyjnymi płycinami z girlandami, z pasa jajownika, z pasa ząbków i z gzymsu wspieranego przez modyliony rozdzielonymi płytkami z rozetami. 
W wydzielonej części środkowej znajduje się dekoracyjny portal z prostokątnym otworem wejściowym znajdującym się we wgłębnym profilowanym obramieniu. Po obu stronach wejścia znajdują się pilastry kompozytowe, nad którymi znajduje się odcinek belkowania ozdobiony motywem jajownika oraz gzyms. Nad gzymsem znajduje się dekoracyjne obramowanie okienne otoczone parami kompozytowej kolumny i pilastra podtrzymujące strefę belkowania. We fryzie znajduje się w centralnej części głowa kobiety w otoczeniu roślinnych motywów dekoracyjnych. Podobnie ozdobione okno znajduje się z drugiej kondygnacji zamknięte trójkątnym naczółkiem.

## Właściciele i najemcy
Pierwszym, wspomnianym w rejestrze karowym z 1564 roku, znanym właścicielem kamienicy był Hans Bylerin. Kolejnymi, już XVIII wiecznymi właścicielami byli, kupiec Johann Philip Cornet (1749-1765), kupiec George Marcus Helstenstein (1766-1787), kupiec Johann Gottlieb Hayno (1787-1797), kupiec Johan Gottlieb Göllner (1798-1815). Kolejnych właścicieli rejestr karowy odnotowuje dopiero w roku 1837. kiedy to właścicielem kamienicy był kupiec G.G. Fiebieg, właściciel firmy Göllner und Fiebig. Kamienica była wówczas zamieszkiwana przez złotników, rymarza, asesora sądu miejskiego, nauczyciela i stolarza. W rękach rodziny Fiebieg kamienica znajdowała się do 1861 roku. W 1862 roku została sprzedana niejakiemu Pietsch'emu a w 1866 roku nowym właścicielem został Schirmacher, który zamieszkał w kamienicy na II piętrze. W tym okresie kamienica został gruntownie wyremontowana. Główne wejście zostało przeniesione do zachodniej elewacji a kamienica zyskała adres Pańska 7a z zachowaniem starego św. Mikołaja 77. Kamienica zmieniała również swoją funkcję. W części parterowej swoją siedzibę otworzyła firma Brost produkująca kasy pancerne, oraz swój lokal otworzył Robert May antykwariusz i księgarz. I, II i IV piętro zajął salon meblowy Neumeister u. Hoffman. W latach 1868–1875 właścicielem kamienicy był sędzia Hülse. 
W 1875 roku kamienicę nabył kupiec Reiman, sam zamieszkały przy Rynku nr 53. W jego i  rękach jego rodziny kamienica pozostała do 1911 roku. W tym okresie kamienica została ponownie przebudowana, otrzymała centralny korytarz na osi północ-południe oraz fasadę o obecnym wystroju. W okresie remontu obie firmy wymówiły lokale lub przeniosły się pod inne adresy; w 1879 powróciła firma Brost. Prócz niej w lokalu swoje siedziby miało kilka innych firm kupieckich i usługowych. W latach 1890–1938 pod adresem Pańska 7a znajdował się sklep Weinfelda z galanterią męską a w latach 1904 -1928 swoją siedzibę miała tu firma "Schmidt u. Stensel" sprzedająca armaturę. 
W latach 1912–1926  roku właścicielem kamienicy był kupiec Mertis a przez kolejne dwa lata jego spadkobiercy. W 1928 roku kamienica miała już trzech właścicieli. W 1942 roku w kamienicy znajdował się lokal gastronomiczny będący własnością restauratora Mierzwy.      

## Po 1945 roku
Po 1945 roku kamienica przeszła na własność miasta. Budynek został wyremontowany w 1976 roku. Kolejny remont miał miejsce w 2000 roku. Czterokondygnacyjna kamienica posiada sześcioosiową od strony ul. Mikołaja i trzynastoosiową od strony ul. Kiełbaśniczej fasadę, utrzymaną w stylu klasycystycznym.    